# Cowboy Bob Orton
„Cowboy“ Bob Orton (* 10. November 1950 in Kansas City, Missouri als Robert Keith Orton Jr. geboren) ist ein US-amerikanischer ehemaliger Wrestler.

## Leben
Robert Orton Jr. ist der Bruder von Barry Orton und  Sohn von Bob Orton senior. Er hat drei Kinder, darunter auch der WWE-Wrestler Randy Orton. Bevor er als Wrestler aktiv startete, war er als Ringrichter eingesetzt, da er noch nicht das übliche Kampfgewicht besaß. Zu Beginn seiner Karriere tat er sich mit Mr. Wrestling II in Georgia zusammen.
Zwischen 1991 und 1994 trat Orton kurzzeitig für SMW und die UWF an, wo er von John Tolos gemanagt wurde. 1996 war er kurzzeitig für die American Wrestling Federation aktiv und fehdete dort gegen Tito Santana.
Im Jahr 2005 war Bob Orton Jr. in der WWE in die Storyline seines Sohnes Randy Orton gegen The Undertaker verwickelt. Er konnte schließlich das Casket Match gegen den Undertaker mit der Hilfe seines Sohnes für sich entscheiden.
Im Februar 2006 wurde Bob Orton von der WWE entlassen.

## Erfolge

### Titel
- American Wrestling Federation
  - 1× AWF Heavyweight Championship
- Championship Wrestling from Florida
  - 1× NWA Florida Heavyweight Championship[1]
  - 3× NWA Florida Tag Team Championship 1× mit Bob Orton senior, 2× mit Bob Roop[2]
- Georgia Championship Wrestling
  - 1 × NWA Georgia Junior Heavyweight Championship[3]
  - 2× NWA Georgia Tag Team Championship je 1× mit Mr. Wrestling II und Dick Slater[4]
- International Championship Wrestling
  - 1× ICW Southeastern Heavyweight Championship[5]
  - 2× ICW Southeastern Tag Team Championship je 1× mit Bob Roop und Barry Orton[6]
  - 1× ICW Television Championship[7]
- Mid-Atlantic Championship Wrestling
  - 1× NWA World Tag Team Championship Mid-Atlantic version mit Don Kernodle[8]
- Mid-South Wrestling
  - 1× Mid-South Mississippi Heavyweight Championship[9]
- Midwest Powerhouse Wrestling
  - 1× MPW Heavyweight Championship
- Powerhouse Championship Wrestling
  - 1× PCW Heavyweight Championship
- Southeastern Championship Wrestling
  - 4× NWA Southeastern Tag Team Championship je 1× mit Bob Roop und Jerry Blackwell, 2× mit Ron Garvin[10]
- Universal Wrestling Federation
  - 1× UWF Intercontinental Heavyweight Championship
  - 2× UWF Southern States Championship

### Auszeichnungen
- World Wrestling Entertainment
  - WWE Hall of Fame 2005[11]

## Schauspieler
Er spielte eine Rolle in dem Film Tweak the Heat (2005/06).